# L'Homme à tête de chou
L’Homme à tête de chou ("De man met een hoofd van bloemkool") is een conceptalbum van de Franse zanger Serge Gainsbourg uit 1976.

## Geschiedenis
L’Homme à tête de chou is het vierde conceptalbum van Gainsbourg; het volgt op de albums Histoire de Melody Nelson uit 1971, Vu de l'extérieur uit 1973 en Rock Around the Bunker uit 1975. 

Het album vertelt het verhaal van een veertiger die verliefd wordt op een pittige shampoodame De verteller ontmoet het meisje in de kapsalon waar zij werkt (Chez Max coiffeur pour hommes), het album verhaalt vervolgens over de gevoelens die de geliefden voor elkaar koesteren (Ma Lou Marilou) en de erotische spelletjes die zij met elkander spelen (Variations sur Marilou), maar het plezier is niet van lange duur; de romance eindigt ermee dat de verteller in een waanaanval van jaloezie zijn vriendin met behulp van een brandblusser om het leven brengt (Meurtre à l’extincteur, Marilou sous la neige) en dat zijn krankzinnigheid doorzet, hetgeen leidt tot opname in een inrichting (Lunatic Asylum).

## Ontvangst
Het album had aanvankelijk weinig succes, ondanks het feit dat enkele nummers zoals het titelnummer en Marilou Reggae bescheiden hitjes waren. Het duurdere enkele jaren voordat het album op zijn waarde geschat kon worden; tegenwoordig ziet men dit album als een mijlpaal in het Franse muzieklandschap.

## Muziek
Marilou Reggae is het eerste reggae nummer dat Gainsbourg opgenomen heeft; hij keerde terug op deze muzieksoort in zijn volgende album, Aux armes et cætera. Het nummer Ma Lou Marilou is in muzikale zin geïnspreerd op een deel van Beethovens Pianosonate 23, ook wel bekend als de "Appassionata".

Alle muziek en teksten zijn geschreven door Serge Gainsbourg. 
| 1.                 | L’homme à tête de chou        | 2:59 |
| 2.                 | Chez Max coiffeur pour hommes | 1:58 |
| 3.                 | Marilou Reggae                | 2:11 |
| 4.                 | Transit à Marilou             | 1:32 |
| 5.                 | Flash Forward                 | 2:36 |
| 6.                 | Aéroplanes                    | 2:36 |
| 7.                 | Premiers symptômes            | 1:14 |
| 8.                 | Ma Lou Marilou                | 2:41 |
| 9.                 | Variations sur Marilou        | 7:40 |
| 10.                | Meurtre à l’extincteur        | 0:47 |
| 11.                | Marilou sous la neige         | 2:23 |
| 12.                | Lunatic Asylum                | 3:21 |
| Totale duur: 31:00 |                               |      |